# الحملات الإيطالية للحروب الثورية الفرنسية

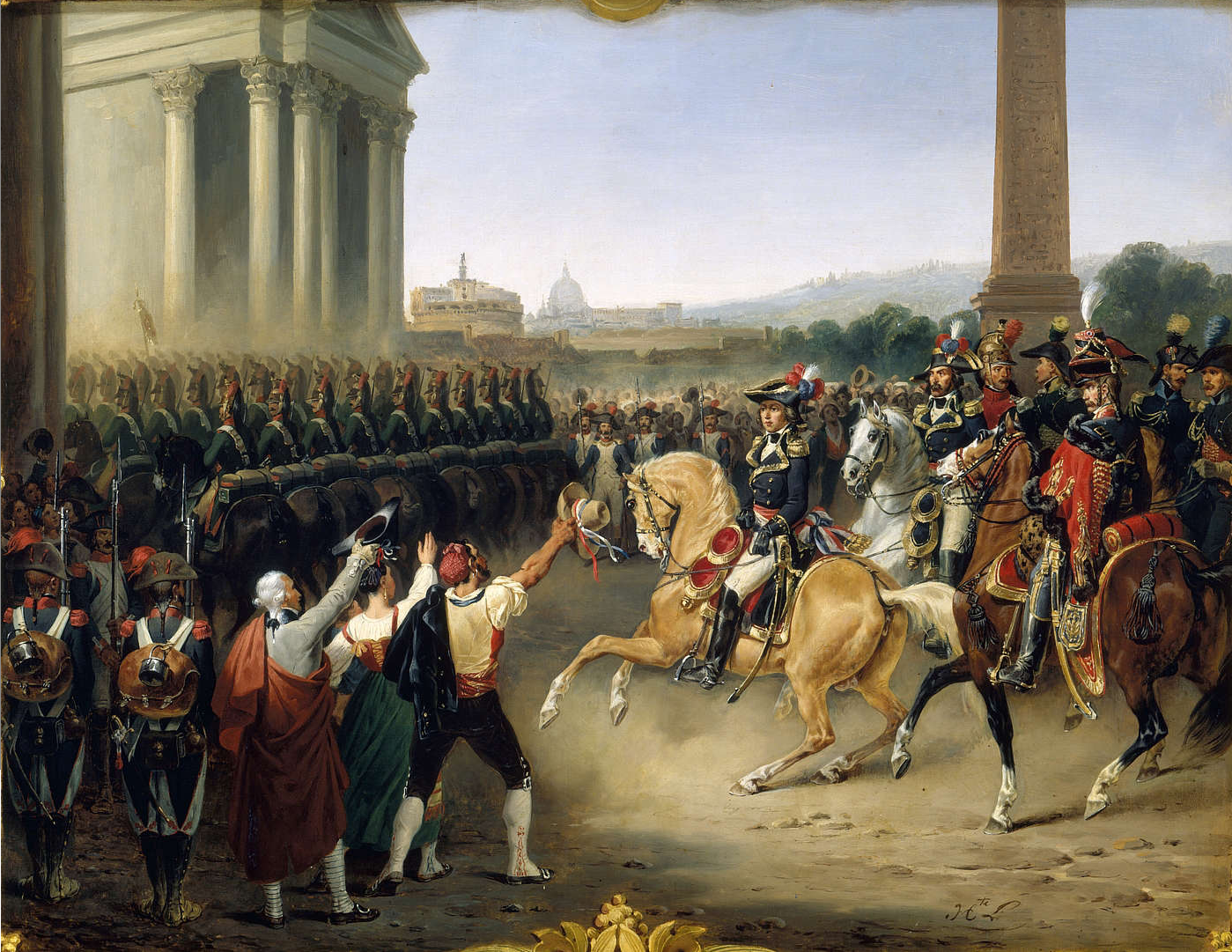
دخول القوات الفرنسية روما عام 1798

كانت الحملات الإيطالية في الحروب الثورية الفرنسية (1792-1802) عبارة عن سلسلة من الصراعات التي دارت بشكل أساسي في شمال إيطاليا بين الجيش الثوري الفرنسي وتحالف النمسا وروسيا وبيدمونت-سردينيا وعدد من الدول الإيطالية الأخرى.

## التحالف الأول (1792-1797)
اندلعت حرب التحالف الأول في خريف عام 1792، عندما شكلت العديد من القوى الأوروبية تحالفًا ضد فرنسا الجمهورية. كانت أول عملية كبرى هي ضم مقاطعة نيس ودوقية سافوي (كلا ولايتي مملكة بيدمونت-سردينيا) من قبل 30 ألف جندي فرنسي. انعكس هذا في منتصف عام 1793، عندما تم سحب القوات الجمهورية للتعامل مع تمرد في ليون، مما أدى إلى غزو مضاد لسافوي من قبل مملكة بيدمونت-سردينيا (عضو في التحالف الأول). بعد قمع التمرد في ليون، تمكن الفرنسيون بقيادة الجنرال كيلرمان من صد قوات بييدمونت بـ 12000 جندي فقط، وفازوا في اشتباكات في الأرجنتين وسانت موريس في سبتمبر وأكتوبر 1793.
سرعان ما تصاعد الصراع مع تعبئة القوات النمساوية والنابولية لغزو جنوب فرنسا لاستعادة نيس وضرب بروفانس. تم تعزيز قوات الحلفاء بحوالي 45000 نمساوي وبيدمونت ونابوليتاني، مع دعم إضافي من البحرية الملكية البريطانية. قبل أن يتمكن الحلفاء من شن هذا الهجوم، شن الفرنسيون، تحت القيادة التكتيكية لأندريه ماسينا، هجوم ساورجيو (أبريل 1794)، الذي خطط له قائد مدفعية الجيش الجنرال نابليون بونابرت. أدى هذا الهجوم الفرنسي ذي الشقين إلى عودة قوات الحلفاء، على الرغم من مواقعهم القوية، واستولوا بقوة على الممرات الجبلية التي أدت إلى بيدمونت. كان الهجوم الجديد، الذي ابتكره الجنرال بونابرت مرة أخرى، ناجحًا بالمثل [صف بدقة] على الرغم من طبيعتها الأكثر تعقيدًا، تدعو إلى التنسيق بين جيش إيطاليا وجيش جبال الألب.
كما تم إلغاء المزيد من الهجمات الفرنسية على مواقع الحلفاء بموجب أوامر من وزير الحرب كارنو، الذي كان قلقاً بشأن قطع خطوط الإمداد من قبل المتمردين خلف الجبهة. ولم يكن القادة في الميدان سعداء بهذا القرار، ولكن الطعون توقفت بسبب الإطاحة بلجنة السلامة العامة وزعيمها ماكسيميليان دي روبسبير)28 تموز/يوليه 1794(. وأثناء الفوضى السياسية التي أعقبت ذلك في الجيش الفرنسي، شن الحلفاء هجوماً على سافونا. تجاهل أوامر كارنو، القائد [من؟] من جيش إيطاليا شن هجوما مضادا وتأمين طرق الإمداد إلى جنوا بعد النصر في معركة ديغو الأولى. وبعد ذلك عزز الفرنسيون الجبهة وينتظروا المزيد من الفرص
ثم تحول التركيز الرئيسي للحرب شمالًا إلى نهر الراين، حتى 29 يونيو 1795، عندما شن النمساويون هجومًا ضد الجيش الفرنسي الإيطالي المستنزف والمجهز بشكل سيئ. لا يمكن للجيش الإيطالي، الذي يبلغ قوامه 107000 فردًا، سوى إدارة قوة فعالة قوامها حوالي 30.000 فرد. ناشد كيليرمان، الذي استأنف القيادة، كارنو للحصول على تعزيزات. بدلاً من ذلك، تم تعيين الجنرال بونابرت في هيئة الأركان العامة حيث وضع خطة ثالثة للهجوم على فادو وسيفا. تم استبدال كيليرمان بالجنرال شيرر بعد فترة وجيزة وقام بتنفيذ الهجمات، وحقق النصر في لوانو.

### حرب بونابرت

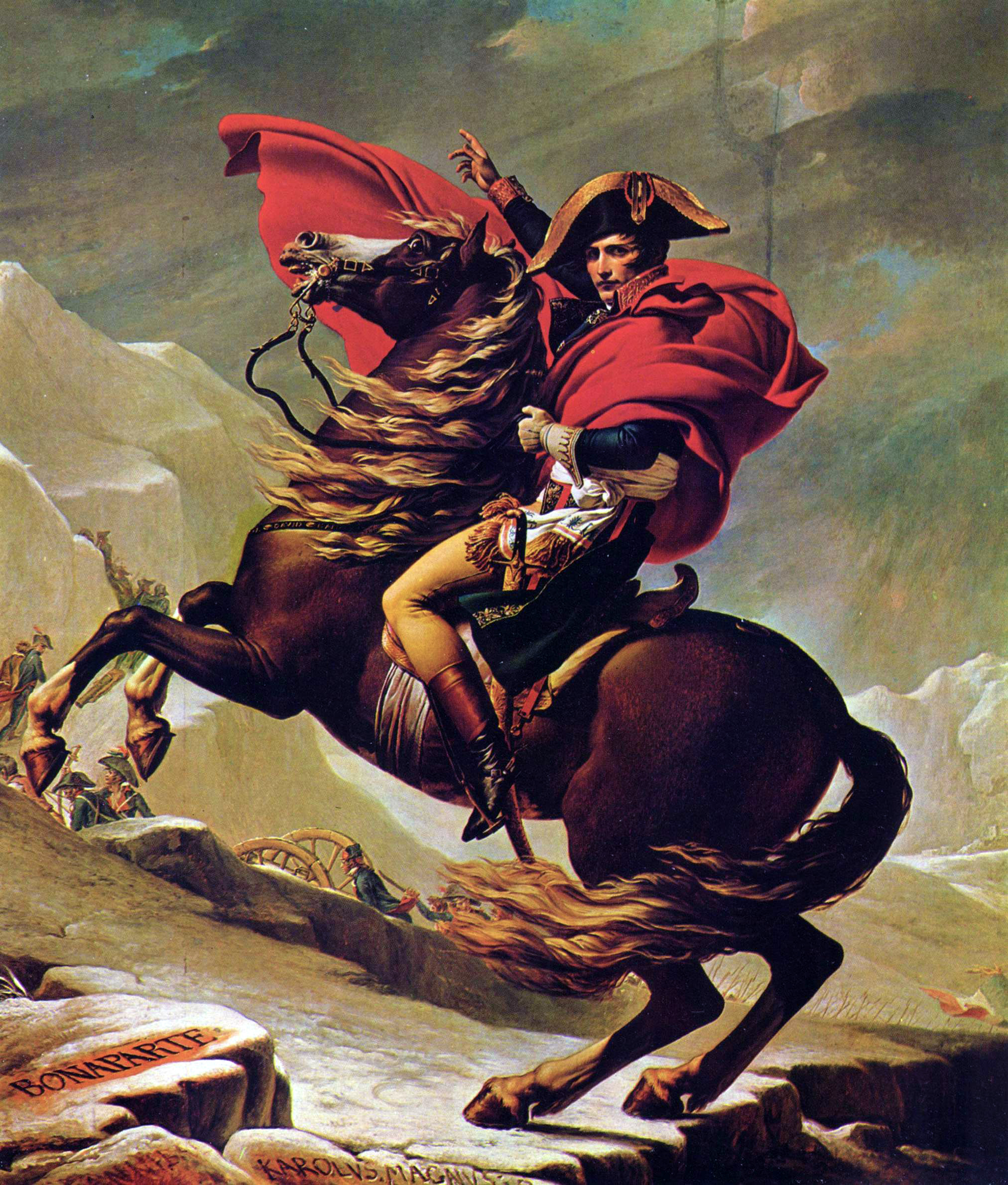
نابليون يعبر جبال الألب بواسطة جاك لويس ديفيد.

بعد فترة راحة قصيرة في الأعمال العدائية، استقال شيرير   وبونابرت تم تعيينه قائدا أعلى للقوات المسلحة في 2 مارس 1796. كانت الدوافع وراء تعيين بونابرت سياسية على الأرجح. في 9 مارس، تزوج بونابرت من جوزفين دي بوهارنيه، الذي شاركها في السجن (في عهد روبسبير) مع المرأة التي أصبحت زوجة لتالين، أحد مديري الجمهورية الفرنسية آنذاك. كان «يعتقد عالمياً» أن صديقتها قد قدمت جوزفين إلى المدير الأول، باراس، وأصبحت عشيقته. تزعم رسائل جوزفين أن باراس قد وعد بونابرت بالأمر، قبل أن توافق على الزواج منه. اقتبس زملاؤه من باراس قوله عن بونابرت: «تقدم بهذا الرجل وإلا سيتقدم بنفسه بدونك». أظهر بونابرت أنه طموح للغاية وصنع لنفسه اسمًا بعد 13 Vendémiaire في عام 1795. من خلال وضعه في قيادة الجيش الإيطالي، تم تعيين بونابرت في جبهة مغمورة: من بين الجيوش الميدانية الرئيسية الثلاثة عشر للجمهورية، كانت القوة الإيطالية الأكثر إهمالًا وكانت في حالة مروعة عندما وصل بونابرت.
شن بونابرت الهجمات فور وصوله إلى الجبهة في 27 مارس. كان 37000 من رجاله و 60 بنادقهم يواجهون أكثر من 50000 من قوات الحلفاء في المسرح. جاءت فرصته الوحيدة في الحصول على الدعم من جيش جبال الألب بقيادة كيلرمان، والذي واجهه 20 ألف جندي إضافي من قوات الحلفاء. لم يكن لدى بونابرت أي فرصة للحصول على تعزيزات حيث كان الجهد الحربي الجمهوري يتركز على الهجمات الضخمة المخطط لها على نهر الراين.
في معركة مونتينوت هزم بونابرت النمساويين وخاض معركة ثانية حول ديغو بعد فترة وجيزة. بعد هذه المعارك، شن غزوًا شاملاً لبيدمونت وحقق انتصارًا آخر في موندوفي. أُجبرت بيدمونت على قبول هدنة شيراسكو في 28 أبريل، مما أدى إلى خروجها من الحرب والتحالف الأول. لقد استغرق بونابرت شهرًا واحدًا فقط لهزيمة بيدمونت (بين وصوله والهدنة)، الدولة التي قاومت الجيوش الفرنسية لأكثر من ثلاث سنوات. بلغ إجمالي الخسائر خلال حملة البرق 6000 جندي فرنسي وأكثر من 25000 من الحلفاء.
أعاد بونابرت تنظيم جيشه المتحمّس حديثًا بعد فترة توقف قصيرة في العمليات التي أعقبت هزيمة بيدمونت. بعد ذلك، قام بمناورة جيشه في مواقع أكثر ملاءمة على طول نهر بو. أدى انتصار فرنسي صغير في كودونجو إلى انسحاب قوات التحالف عبر نهر ادا. على النهر هُزم الجيش النمساوي بقيادة الجنرال بوليو في معركة لودي في 10 مايو.
تم تعزيز جيش إيطاليا الآن إلى ما يقرب من 50000 رجل واستمر بونابرت في الهجوم، وضرب القوات النمساوية التي كانت تحشد في محيط قلعة مانتوفا. أدت سلسلة من هزائم التحالف الصغيرة إلى تعزيز الحامية في مانتوفا إلى 12000. وضع مانتوا تحت الحصار، ثم قاد بونابرت فرقة فرنسية جنوبًا لغزو واحتلال دوقية توسكانا الكبرى والولايات البابوية، وهزم القوات البابوية في فورت أوربان. بعد ذلك، اتجه شمالًا وهزم حوالي 20.000 رجل نمساويًا تحت قيادة المشير وورمسر في معركتي لوناتو وكاستيجليون. أُجبر القائد النمساوي على العودة إلى جبال الألب.
تم تعزيز وورمزر مرة أخرى للتعويض عن حوالي 20000 خسارة تكبدها في الشهرين الماضيين وقام بمحاولة لتخفيف حصار مانتوا. تم ترك حوالي 45000 جندي نمساوي في الخلف للحماية من أي هجوم فرنسي جديد بينما تحرك الجسم الرئيسي للجيش النمساوي على مانتوفا. في روفيريتو في 4 سبتمبر، أوقع بونابرت هزيمة ثقيلة بالنمساويين وكان بعد ذلك في وضع جيد للهجوم في مؤخرة جيش ورمسر. كرد فعل بطيء على هذا التهديد الجديد، هُزم النمساويون مرة أخرى في معركة باسانو، حيث تم تخفيض جيشهم إلى 12000 فقط. سارت القوات المتبقية بسرعة نحو مانتوا، لكنها أصبحت محاصرة هناك من قبل الحزب المتقدم للجنرال ماسينا.

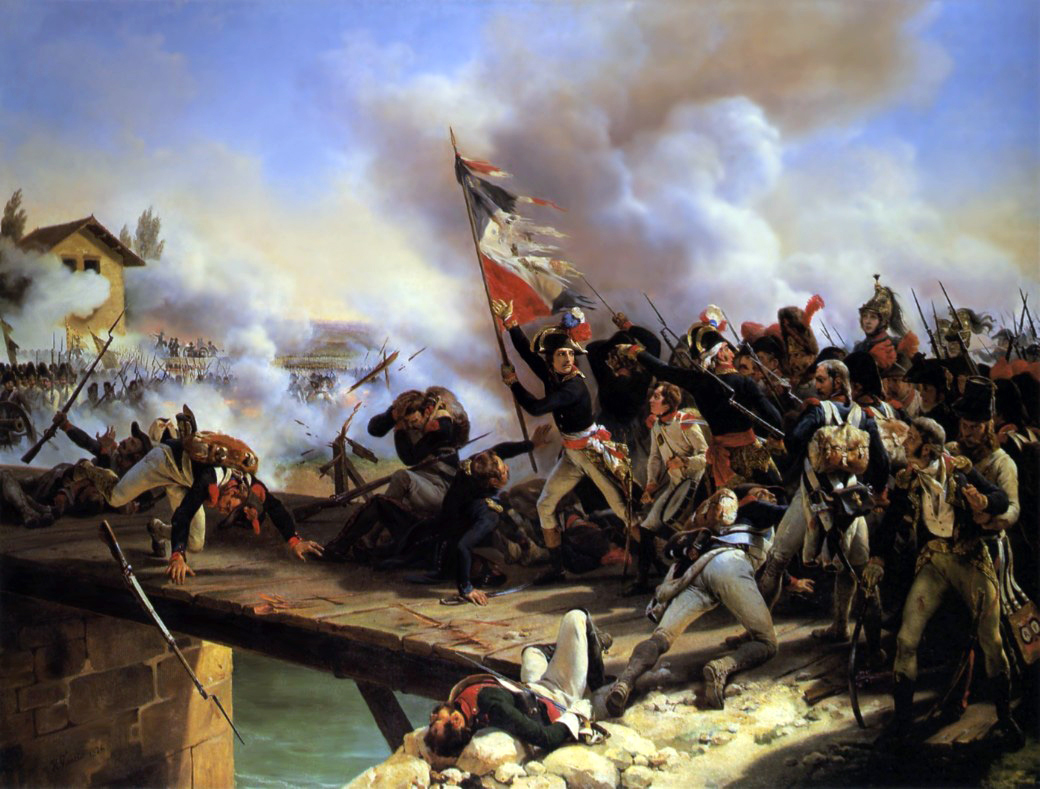
عبور الجنرال بونابرت وقواته جسر أركول

وصلت قوات نمساوية إضافية بينما ضعف جيش بونابرت بسبب المرض وخطوط إمداده مهددة بالتمرد. قام المفوضون السياسيون الحكوميون، وخاصة كريستوفورو ساليسيتي، بقمع الانتفاضات بوحشية، لكن الموقف الفرنسي كان ضعيفًا. لتحقيق الاستقرار في الوضع، أنشأ بونابرت الدول العميلة جمهورية ترانسبادان وجمهورية سيسبادن.
بعد ذلك، وصل قائد نمساوي جديد، جوزيف ألفينزي، وقام بمحاولة أخرى لإراحة مانتوفا. وأعاد بونابرت قيادة ألفينزي، لكن هجومه المضاد أعاقه هزيمة فوبوا على مدى خمسة أيام في قريتي سيمبرا وكاليانو. أوقف ألفينزي هجومًا فرنسيًا على كالدييرو في 12 نوفمبر واضطر بونابرت إلى الانسحاب. في معركة أركول التي استمرت ثلاثة أيام، فاز بونابرت بمباراة مهمة ومدهشة   الانتصار على الفينزي.
تم تعزيز كلا الجانبين قبل أن يشن ألفينزي هجومًا آخر في يناير. هزم بونابرت هذا الهجوم المتجدد في معركة ريفولي، وأوقع حوالي 14000 ضحية. ثم حاصر وأسر عمود إغاثة نمساوي ثان بالقرب من مانتوفا. بعد فترة وجيزة، استسلم مانتوا أخيرًا للفرنسيين، مما جعل من الممكن للفرنسيين مواصلة تقدمهم شرقًا نحو النمسا. بعد حملة قصيرة قاد خلالها شقيق الإمبراطور، الأرشيدوق تشارلز الجيش النمساوي، تقدم الفرنسيون إلى مسافة 100 ميل من فيينا، ورفع النمساويون دعوى من أجل السلام . كانت حملة بونابرت مهمة في إنهاء حرب التحالف الأول. [بحاجة لمصدر]

## التحالف الثاني (1799–1800)
بدأت المرحلة الثانية من الحرب في إيطاليا عام 1799 كجزء من حرب التحالف الثاني وكانت مختلفة عن الأولى حيث شاركت القوات الروسية في الحملة. ومع ذلك، في بداية الصراع كان الروس لم يصلوا بعد. في غضون ذلك، كان بونابرت بعيدًا عن القارة، اعتبارًا من مايو 1798 إلى سبتمبر 1799، كان يقود الحملة المصرية.
واجه حوالي 60 ألف جندي فرنسي بقيادة شيرير عددًا مساويًا من النمساويين. ومن المتوقع وصول 50 ألف روسي إضافي قريبًا. انشغل الفرنسيون بتهدئة نابولي مما قلل من قوتهم الفعالة في مواجهة النمساويين إلى النصف. من أجل تجنب نشوء موقف لا يمكن الدفاع عنه تمامًا، هاجم شيرير في أقرب وقت ممكن في محاولة لاستباق الهجمات النمساوية.

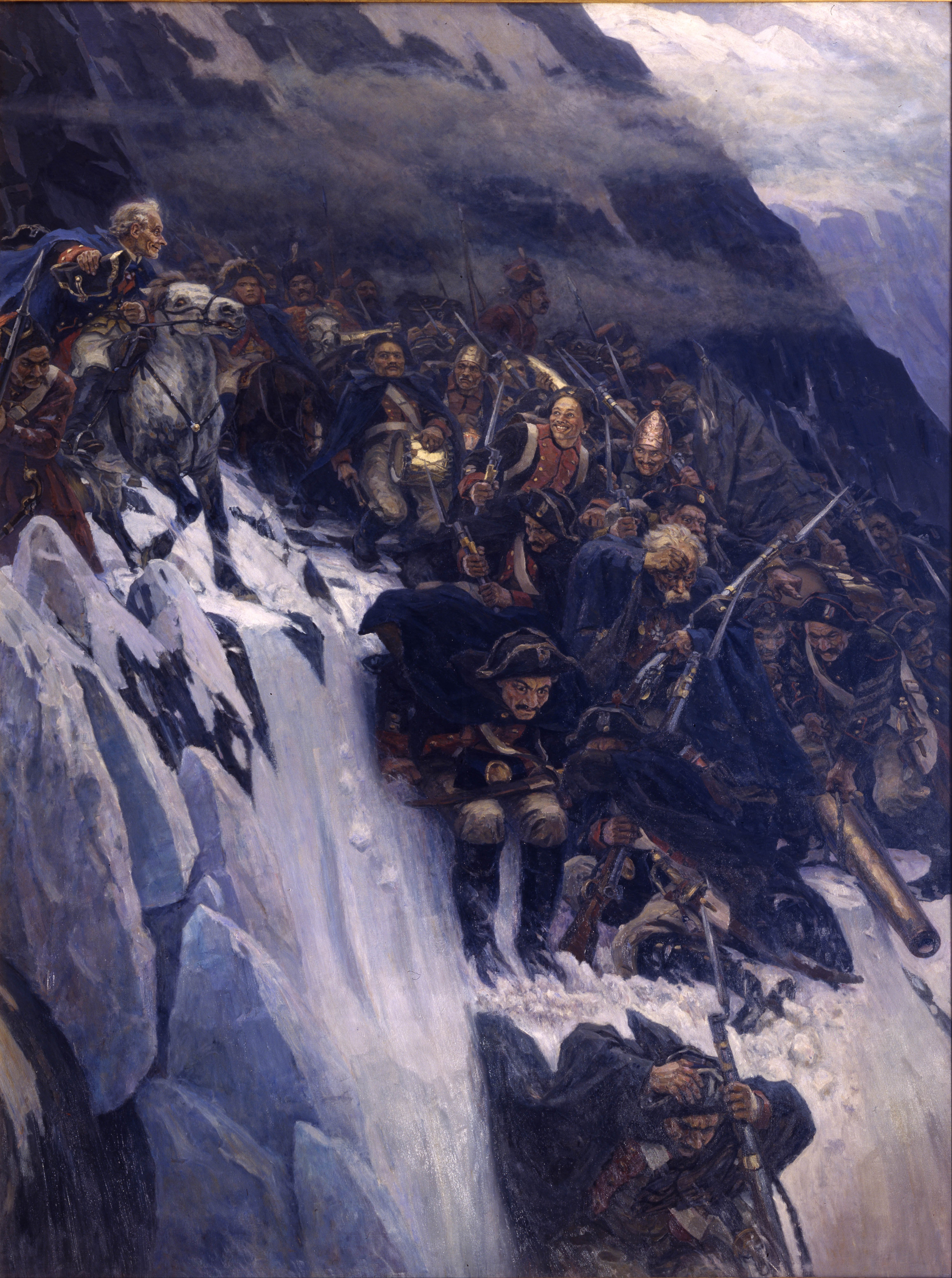
عبرت القوات الروسية بقيادة الجنرال سوفوروف جبال الألب عام 1799.

هزم القائد النمساوي بال كراي الفرنسيين في فيرونا وماجنانو في أواخر مارس وأوائل أبريل. تراجع شيرير إلى الوراء وترك مفرزة صغيرة من 8000 في عدة حصون. كان القائد النمساوي، مايكل فون ميلاس، بطيئًا في متابعة الفرنسيين المنسحبين وسرعان ما تم استبداله كقائد عام للتحالف في المسرح من قبل المارشال الرائع ألكسندر سوفوروف.
وسرعان ما تم استبدال شيرير بالجنرال مورو، وهو رجل يتمتع بشهرة ومكانة أكبر. أعقب الهزيمة الفرنسية في معركة كاسانو في 26 أبريل الانسحاب من لومباردي ووضع عام غير موات للفرنسيين. عاد جيش الجنرال ماكدونالدز من نابولي لدعم مورو.
فشل هجوم أولي للحلفاء عبر نهر بو في 11 مايو. كان جيش مورو في حالة يرثى لها مع بقاء 9000 رجل فقط. قام الجنرال الروسي بيتر باغراتيون بصد محاولة هجوم مضاد. سوفوروف قريبا المحتلة تورينو وأعلنت استعادة بيدمونت في الملك.
اشتبك جيش جبال الألب مع القوات النمساوية الروسية في سلسلة من المناوشات الصغيرة، لكنه لم يأت لإنقاذ الجيش الإيطالي. اجتاح سوفوروف عددًا من الحاميات الفرنسية وواصل تقدمه بلا هوادة. اشتبك ماكدونالد مع سوفوروف في معركة تريبيا وتم سحقه. انسحب ماكدونالد مع بقايا جيشه إلى جنوة بينما وصل سوفوروف إلى نوفي. أمرت القيادة العليا النمساوية بوقف هجمات الحلفاء بينما تم اجتياح الحاميات الفرنسية لمانتوا وأليساندريا (انظر حصار مانتوفا وحصار أليساندريا). بعد فترة وجيزة من إرسال مورو إلى نهر الراين، تم إرسال جوبير لقيادة الجيش الإيطالي.
توقف سوفوروف، الذي يتصرف بأوامر من القيادة العليا للتحالف، ليجمع قوته لشن هجوم في الخريف. في 9 أغسطس، شن الفرنسيون هجومًا على 38000 رجل أطلقوا عليه اسم معركة نوفي . هزم سوفوروف الهجوم تمامًا، وأسفر عن مقتل جوبيرت. استولى مورو، الذي لم يغادر بعد إلى نهر الراين، على زمام المبادرة وقاد الناجين إلى جنوة وبدأ في التحضير للدفاع عن المدينة.

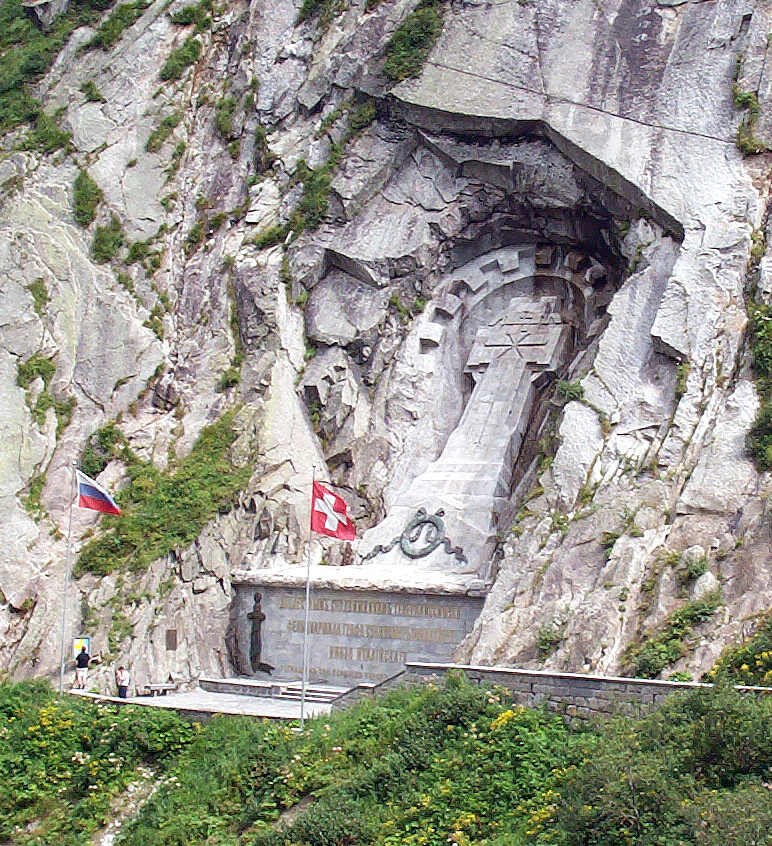
نصب سوفوروف في جبال الألب السويسرية

لكن في ذلك الوقت أمرت القيادة العليا للحلفاء في فيينا سوفوروف بالخروج من إيطاليا والتركيز على اختراق الجبهة السويسرية. وهكذا أدت فترة الراحة الممنوحة للجيش الإيطالي المترنح إلى نقطة تحول في الحرب. أوقف ميلاس، الذي استأنف قيادة قوات التحالف في إيطاليا، التي أصبحت الآن نمساوية على وجه الحصر، الهجوم مؤقتًا وعزز قواته، بعد أن تم إخراج الروس من إيطاليا.
بحلول ربيع عام 1800، كانت روسيا قد انسحبت بالكامل من التحالف. ومع ذلك، كان الوضع في إيطاليا لا يزال إلى حد كبير إلى جانب التحالف. كان ميلاس تحت إمرته حوالي 100000 رجل، عارضهم فقط 50.000 جندي فرنسي كانوا مشتتين تمامًا. استعد الحلفاء للتوغل في جنوب فرنسا وعبر نهر الراين، إلى الشمال كثيرًا. تقدم ميلاس إلى الأمام ببطء، وحاصر جنوة وأوقف تقدمه في مكان آخر.
في ذلك الوقت، قاد القنصل الأول لفرنسا، نابليون بونابرت (الذي استولى على السلطة الفرنسية في انقلاب برومير في 9 نوفمبر 1799) جيش الاحتياط عبر ممر سانت برنارد العظيم بهدف إراحة ماسينا في حصار جنوة، الذي كان مهددًا بنقص حاد في الغذاء نتيجة الجمع بين الحصار البري والبحري من قبل البريطانيين.
سقطت جنوة قبل أن يصل إليها القنصل الأول. ركز جيشه وضرب النمساويين في محاولة لضربهم قبل أن يركزوا قواتهم مرة أخرى. خاض الجيش الاحتياطي معركة في مونتيبيلو في 9 يونيو قبل المواجهة الرئيسية في مارينغو. هزم القنصل هنا تقريبًا حتى وصل الجنرال ديساي في الوقت المناسب مع التعزيزات وقاد ميلاس، وبالتالي تحول الهزيمة الفرنسية إلى انتصار فرنسي. في هذا الهجوم المضاد قُتل لويس شارل ديسايكس، لكن بونابرت كرمه لاحقًا بالنصب التذكارية لشجاعته واسمه مكان الشرف على وجه قوس النصر، الذي أقيم للاحتفال بانتصارات نابليون.
كان مارينغو آخر اشتباك كبير على الجبهة الإيطالية خلال الحروب الثورية. تبعها معركة هوهنليندن الضخمة التي جلبت النمساويين إلى طاولة المفاوضات (غناء هدنة تريفيزو) وانتهت الحرب بعد فترة وجيزة.